# 青木康直
青木康直（日语：／ Aoki Yasunao，1960年2月27日—），日本男性動畫師、動畫演出家、動畫導演。出身於靜岡縣磐田市。靜岡縣立二俁高等學校畢業。B型血。

## 來歷
高中畢業後，青木康直加入了Telecom Animation Film（以下簡稱Telecom）。在《魯邦三世 (TV第2系列)》、《金銀島》、《劇場版 小麻煩千惠》及《太陽的使者 鐵人28號》等作品擔任動畫人後，離開了Telecom並轉入Studio DEEN（以下簡稱DEEN）。
在DEEN，他負責《福星小子 (1981年版)》、《銀河漂流拜法姆》等作品的原畫後，轉向演出家參加《高爾夫頑童猿丸》、《新·高爾夫頑童猿丸》、《比利犬》及《機動警察》等許多電視動畫的演出工作。
約1990年離開DEEN後，作為自由演出家專注於日昇動畫的作品《絕對無敵雷神王》、《霸王大系龍騎士》等等。
其導演處女作是DEEN的《六門天外》，此後又執導了日昇動畫的《犬夜叉》和《烘焙王》。

## 參加作品

### 電視動畫
1977年
- 魯邦三世 (TV第2系列)（日语：ルパン三世 (TV第2シリーズ)）（—1980年，動畫）

1978年
- 金銀島（—1979年，動畫）

1980年
- 太陽的使者 鐵人28號（—1981年，動畫）

1981年
- 福星小子 (1981年版)（—1986年，原畫）

1983年
- 銀河漂流拜法姆（—1984年，原畫）

1985年
- 高爾夫頑童猿丸（—1988年，分鏡、演出）

1986年
- 相聚一刻（—1988年，原畫）

1988年
- 新·高爾夫頑童猿丸（分鏡、演出）
- 比利犬（日语：ビリ犬）（—1989年，分鏡、演出）

1989年
- 寶馬神童（日语：青いブリンク）（—1990年，分鏡）
- 比利犬商會（日语：ビリ犬）（分鏡、演出）
- 機動警察（—1990年，分鏡、演出）

1991年
- 絕對無敵雷神王（—1992年，分鏡）
- 機甲警察金屬傑克（分鏡）

1992年
- 超時空保姆（分鏡）

1993年
- 熱血最強哥修羅（—1994年，分鏡、演出）

1994年
- 霸王大系龍騎士（—1995年，分鏡、演出）

1995年
- 新機動戰記鋼彈W（—1996年，分鏡、演出）

1996年
- 浪客劍心（—1998年，分鏡、演出）

1998年
- 銀河漂流拜法姆13（分鏡、演出）
- EAT-MAN'98（日语：EAT-MAN）（分鏡、演出）

1999年
- 星方天使Angel Links（分鏡）

2000年
- 六門天外（導演[1]、分鏡）
- 犬夜叉（—2004年，導演（第2代／第45話以降）、分鏡、演出）

2004年
- 烘焙王（—2006年，導演[2][3]、分鏡）

2006年
- 結界師（—2008年，分鏡）

2007年
- ZOMBIE-LOAN（分鏡）

2008年
- 深淵傳奇（—2009年，分鏡）

2009年
- 犬夜叉 完結篇（—2010年，導演、分鏡）

2010年
- SD鋼彈三國傳 BraveBattleWarriors（—2011年，分鏡）

2012年
- 夏色奇蹟（分鏡）
- Aikatsu！偶像活動！（分鏡）
- 海螺小姐（2012年—，演出）

2016年
- 暖暖日記 (2016年版)（分鏡）
- 偶像學園STARS！（—2018年，分鏡）
- WASIMO (第4期)（日语：WASIMO）（分鏡）

2019年
- 偶像活動 on Parade！（—2020年，分鏡）

### 電影動畫
1979年
- 魯邦三世：卡里奧斯特羅之城（動畫）

1981年
- 劇場版 小麻煩千惠（動畫）

1984年
- 福星小子2：綺麗夢中人（作畫監督補）

1998年
- 新機動戰記鋼彈W 無盡的華爾茲 特別篇（導演、分鏡、演出）

2000年
- 六門天外 ～傳說的火焰龍～（導演）

### OVA
1989年
- 妙齡女大亨（日语：クレオパトラD.C.）（演出）

1990年
- 機動警察（—1992年，分鏡、演出）

1992年
- Wolf Guy（日语：ウルフガイ）（—1993年，分鏡）

1993年
- 砂之薔薇 雪之默示錄（日语：砂の薔薇）（導演）

1997年
- 新機動戰記鋼彈W 無盡的華爾茲（導演、分鏡、演出）

2008年
- It's a Rumic World 犬夜叉 ～黑色鐵碎牙（導演）

## 相關項目
- Telecom Animation Film（日语：テレコム・アニメーションフィルム）
- Studio DEEN
- 日昇動畫
- 日本動畫師列表（日语：アニメ関係者一覧）